# Pavel Poc
Pavel Poc (ur. 26 maja 1964 w m. Havlíčkův Brod) – czeski polityk i samorządowiec, poseł do Parlamentu Europejskiego VII i VIII kadencji.

## Życiorys
Ukończył studia na Wydziale Nauk Uniwersytetu Karola w Pradze. Odbył służbę wojskową, po której pracował kolejno w jednym z instytutów Akademii Nauk Republiki Czeskiej i w administracji Mariańskich Łaźni (od 1993 na czele wydziału ochrony środowiska). W okresie 1998–2002 był zastępcą burmistrza tej miejscowości. Później zatrudniony w spółkach prawa handlowego. W 2005 został przewodniczącym Czeskiej Partii Socjaldemokratycznej w kraju karlowarskim.
W wyborach europejskich w 2009 z listy ČSSD uzyskał mandat deputowanego do Parlamentu Europejskiego. Przystąpił do grupy Postępowego Sojuszu Socjalistów i Demokratów, został też członkiem Komisji Ochrony Środowiska Naturalnego, Zdrowia Publicznego i Bezpieczeństwa Żywności. W 2014 z powodzeniem ubiegał się o reelekcję na kolejną kadencję.